# Mindszentgodisa
Mindszentgodisa é um município da Hungria, situado no condado de Baranya. Tem 22,97 km² de área e sua população em 2019 foi estimada em 833 habitantes.